# Filemon Vela
Pour les articles homonymes, voir Vela.
Filemon Bartolome Vela Jr., né le 13 février 1963 à Harlingen (Texas), est un homme politique américain. Membre du Parti démocrate, il est élu du Texas à la Chambre des représentants des États-Unis de 2013 à 2022.

## Biographie

### Études et famille
Filemon Vela est originaire de Harlingen dans le comté texan de Cameron. Il est diplômé de Georgetown en 1985 puis obtient un doctorat en droit de l'université du Texas en 1987.
Après ses études, il devient avocat à Brownsville, ville dont sa mère fut maire et où son père fut juge,,.
Son épouse, Rose Vela, est quant à elle juge à la 13e cour d'appel du Texas sous les couleurs du Parti républicain. Elle travaille par la suite pour l'administration Biden, en tant que directrice de la commission des White House Fellows.

### Représentant des États-Unis
En 2012, Filemon Vela se présente dans le nouveau 34e district du Texas, une circonscription majoritairement hispanique qui s'étend de Brownsville à Corpus Christi. Il arrive largement en tête du premier tour de la primaire démocrate et remporte le second tour avec deux tiers des suffrages face à Denise Saenza Blanchard, ancienne directrice de cabinet de Solomon Ortiz. Filemon Vela est élu représentant avec 61,9 % des voix devant la républicaine Jessica Puente-Bradshaw (36,2 %).
Il est réélu avec environ 60 % des suffrages en 2014, 63 % en 2016 et 60 % en 2018. À partir de 2019, il siège également au sein de l'Assemblée parlementaire de l'OTAN.
En 2020, il est réélu avec 55 % des suffrages face à Rey Gonzalez, son adversaire républicain de 2018. Ce résultat s'explique notamment par les bons scores de Donald Trump dans la région ; la circonscription n'accorde que 52 % des voix à Joe Biden contre près de 60 % à Hillary Clinton quatre ans plus tôt.
En janvier 2021, le président Biden le nomme vice-président du Comité national démocrate. Deux mois plus tard, il annonce ne pas être candidat aux élections de 2022, qui auront lieu après un redécoupage des circonscriptions. Il démissionne finalement de son mandat dès le 31 mars 2022, pour rejoindre un cabinet de lobbying à Washington. Son siège est remporté la républicaine Mayra Flores en juin 2022, à l'occasion d'une élection partielle.

## Positions politiques
Filemon Vela est considéré comme un démocrate centriste. Élu d'une circonscription frontalière du Mexique, il s'oppose vivement au mur de Trump.